# متحف دوز للفنون

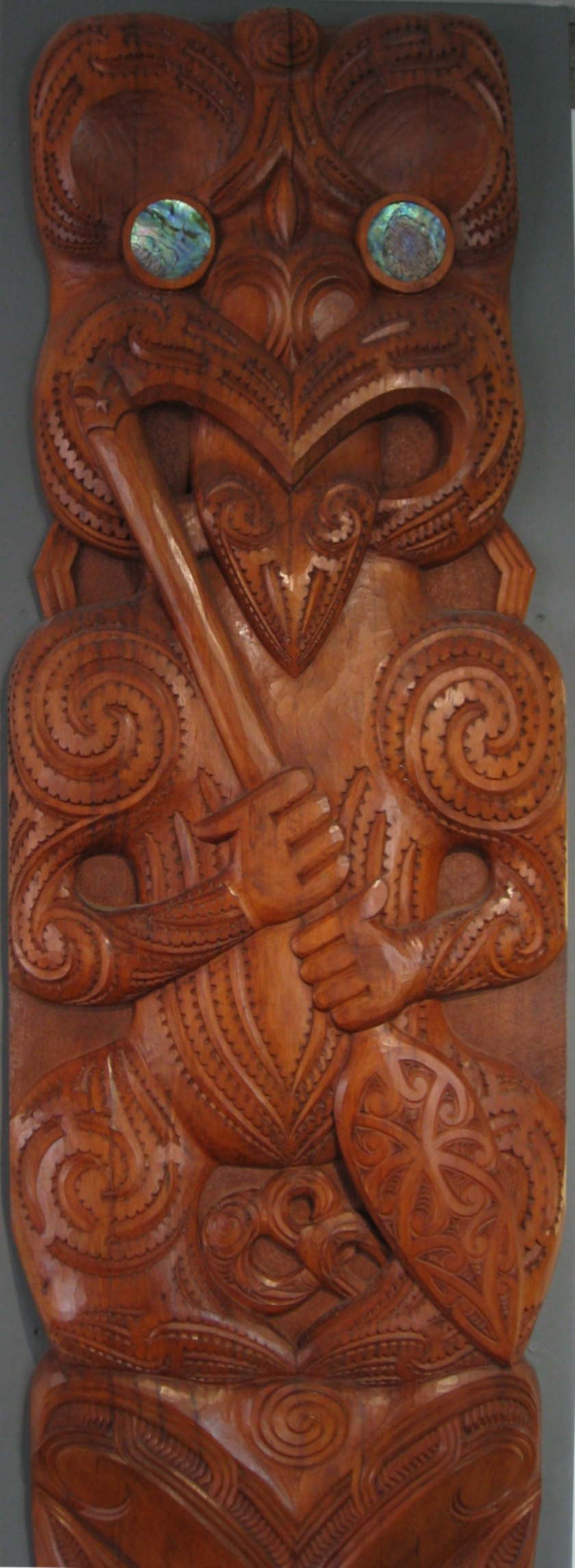
تفاصيل لبوبو لرانجي هيتيت معلقة في متحف براوز للفنون. واحدة من زوج من poupou بتكليف من المتحف في الذكرى الخامسة لتأسيسها في عام 1975. البوبو عبارة عن أشكال خشبية منحوتة بعيون داخلية من صدفة باوا. هذا الرقم يمثل تي بوني.

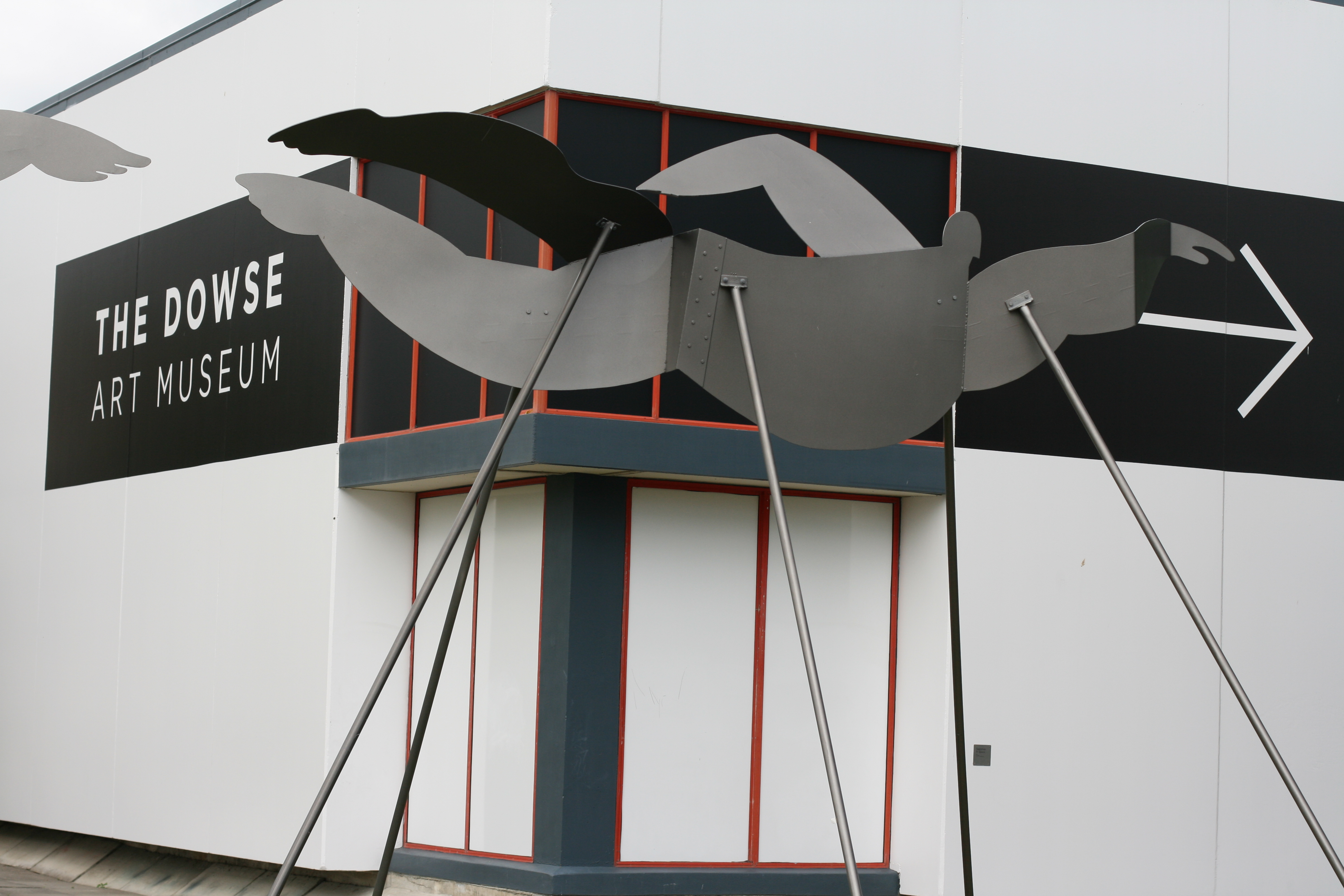
أحد "السباحين في الفضاء" لبول ديبل أمام معرض الفنون براوز

متحف دوز للفنون (بالإنجليزية: Dowse Art Museum)‏هو معرض فني تابع للبلدية في لوير هوت بنيوزيلندا. تم افتتاح متحف دوز للفنون في عام 1971 في لوير هوت سي بي دي،  ويشغل مبنى قائمًا بذاته بجوار مرافق البلدية الأخرى. تم إعادة تشكيل المبنى بالكامل في عام 2013. تركز مقتنيات دوز عمومًا على الفنانين النيوزيلنديين ذوي الأهمية الوطنية والمحلية.

## تاريخ
تم تسمية متحف دوز للفنون باسم الرائد بيرسي والعمدة ماري داوس، وكلاهما توفي قبل افتتاح المتحف. شغل بيرسي داوس منصب عمدة مدينة هت من عام 1950 إلى عام 1970. لقد كان من أشد المؤمنين بمبدأ وجود منشآت مادية واجتماعية وثقافية في المدن الحديثة، وقد بدأ مرحلة بناء في المدينة شهدت تشييد مبانٍ بارزة مثل مكتبة الحرب التذكارية، ومبنى لوير هوت تاون هول، و جسر اوين. دافع عن إضافة معرض فني إلى فورة المبنى. كانت زوجته ماري دوز أول رئيسة لمجلس هوت فالي الوطني للمرأة. كانت أيضًا من أشد المؤيدين للفنون. تعاونت مع إليزابيث هاربر من جمعية هوت للفنون، وضغط الثنائي على مجلس المدينة. لقد نجحوا في مساعيهم عندما وافق المجلس، في عام 1963، على توفير مساحة لمعرض فني. كان المعرض موجودًا في الأصل في ملحق للمكتبة التذكارية للحرب، ولكن بعد وفاة ماري في حادث طريق في عام 1964، اتخذ مجلس المدينة قرارًا بالإجماع لتكريمها من خلال تشييد مبنى جديد للمعرض الفني. تم الانتهاء من المتحف جزئيًا فقط عندما توفي بيرسي في عام 1970.

### المدراء
- كان ديفيد ميلار هو المدير المؤسس، وترأس المتحف 1971-1976. حدد اتجاه المؤسسة، بما في ذلك شراء الخزف والفنون الزخرفية.[8][9][10][11]
- كان جيم بار مديرًا من 1976 إلى 1981.[8][11] تحت ساعته عمل دوز المثير للجدل، تم الاستحواذ على جدار الموت لكولين مكاهون.[12]
- جيمس ماك كان مديرا 1981-1988.[8][11]
- بوب ميسمور كان مدير 1988-1998.[8][11]
- تيم والكر كان مدير 1998-2008.[8][11]
- كان كام مكراكين مديرًا للفترة من 2008 إلى 2012 ، حيث شغل مناصب في مركز تي توهي للفنون ومعرض أوكلاند للفنون في أوكلاند ومتحف وايكاتو للفنون والتاريخ .[13] غادر ليصبح مدير معرض دنيدن للفنون العامة .[14]
- شغلت كورتني جونستون منصب مديرة عام 2012 [15] -2018[16] بعد أدوارها في المكتبة الوطنية لنيوزيلندا وتعزيز وسائل الاعلام الجديدة حيث عملت في مناصب الاتصالات والويب.[15]
- بدأ كارل شيثام منصب المدير في يناير 2019،[17] بعد أن كان مديرًا لمعرض تاورانجا الفني .

## المقتنيات
تشمل المقتنيات شخصيات وطنية مثل رالف هوتيري وكولين مكاهون ودون بيبلز وجوردون والترز  بالإضافة إلى فنانين محليين بارزين على المستوى الوطني مثل رانجي هيتيت، رانجيماري هيتيت، جوردون كروك وهارياتا روباتا تانجاهو . كانت هناك معارض قوية لفناني وقضايا الماوري والمحيط الهادئ الحديثة. يحتوي متحف دوز للفنون على تمثال نصفي لكارمن روب من تأليف بول راينز ومجموعات مهمة من المجوهرات لألان بريستون.

## المعارض الهامة
- كاستينج لايت - آن روبنسون - 1998 [25][26]
- التوفير في الخيال - روزماري ماكليود - 2003 [27]
- الاحترام -ابر هيت بوس، دوج وجويلا رايت وكريس جراهام، المعروف أيضًا باسم Science - 2003 [28][29]
- فواكه طوكيو ستريت ستايل - شويتشي أوكي - 2004 [30][31][32]
- بيل فيولا : الرسول 2010 [33]
- الإرث: فن رانجي هيتيت.[34][35][36][37][38][39][40]
- غافن هيبكنز: المجال.2017-2018 [41][42][43][44]

## روابط خارجية
- الموقع الرسمي
- مدونة او مذكرة